# دوري البصرة الممتاز لكرة القدم
دوري البصرة الممتاز لكرة القدم (بالإنجليزية: Iraq FA Basra Premier League) كان دوري كرة القدم في البصرة هو الدوري الأعلى مستوى بين عامي 1948 و 1973. وكان يُدار من قِبل فرع البصرة لاتحاد كرة القدم العراقي، وكان واحدًا من عدة بطولات دوري إقليمية أُقيمت في العراق في ذلك الوقت، إلى جانب بطولات أخرى شملت دوريات بغداد وكركوك والموصل. كان أول أبطال المسابقة نادي الميناء، الذي فاز باللقب في موسم 1948-1949.
انسحب الدوريات الإقليمية في عام 1973 وتم استبدالها بالدوري الوطني العراقي للدوري الأول. كان المينا هو الفريق الأكثر نجاحا في المسابقة مع 15 لقب.

## قائمة الأبطال
| الموسم  | بطل                          | المنتهي                      |
| ------- | ---------------------------- | ---------------------------- |
| 1948–49 | المينا                       | شركات نفط البصرة             |
| 1949–50 | شركات نفط البصرة             | "الوطني"                     |
| 1950–51 | شركات نفط البصرة             | ثانويات البصرة               |
| 1951–61 | معلومات غير متوفرة           | معلومات غير متوفرة           |
| 1961    | المينا أو الشريكة نفت البصرة | المينا أو الشريكة نفت البصرة |
| 1961–62 | معلومات غير متوفرة           | معلومات غير متوفرة           |
| 1962–63 | المينا                       | المينا ب                     |
| 1963–73 | معلومات غير متوفرة           | معلومات غير متوفرة           |